# Mario Yamasaki
 Mario Yamasaki (São Paulo, 22 de abril de 1964) é um árbitro de artes marciais mistas licenciado em vários estados dos Estados Unidos, mais reconhecido pelo seu trabalho no Ultimate Fighting Championship, além de ser fundador e instrutor-chefe da Academia Yamasaki nos Estados Unidos. Yamasaki é um veterano de mais de 400 lutas no UFC, Strikeforce, WEC, EliteXC e Pride Fighting Championships.
Uma curiosidade a seu respeito é que Yamasaki fez uma participação especial no último capítulo da novela das 9 da Globo, A Força do Querer, interpretando a si mesmo. O capítulo foi ao ar no dia 20 de outubro de 2017.

## Biografia
Yamasaki nasceu em São Paulo, Brasil, e é o mais velho de dois filhos de Shigueru Yamasaki. A família Yamasaki vem ensinando artes marciais no Brasil por duas gerações. Seu pai é meio-japonês.
Yamasaki e seu irmão mais novo Fernando, originalmente começaram a treinar judô enquanto crianças, com o pai deles, Shigueru, um lutador faixa coral, 8º DAN  e com o tio Shigueto Yamasaki.
Em 1986, aos 22 anos, Yamasaki começou a treinar jiu-jitsu com Marcelo Behring, faixa preta de Rickson Gracie), os quais começaram a ensinar jiu-jitsu na mesma academia em que Yamasaki ensinava judô em São Paulo.
Os treinos de Yamasaki com Behring durariam  pouco tempo, já que ele se mudaria pouco depois para os Estados Unidos, viajando frequentemente para o Brasil para continuar seus treinos de jiu-jitsu com Behring, até a posterior troca de academia. Yamasaki continuaria  a treinar jiu-jitsu com seu irmão Fernando, que havia começado a treinar com Otavio de Almeida e Roberto Lage.
Em janeiro de 2002, Otavio de Almeida, presidente da Federação de Jiu-Jitsu de São Paulo, promoveu Yamasaki à faixa-preta 4º Grau.

## Carreira no UFC
Yamasaki se tornou afiliado ao UFC (posteriormente adquirido pelo Semaphore Entertainment Group), quando ele e seu irmão ajudaram a entidade a organizar seu primeiro evento no Brasil, UFC Brasil em São Paulo. Depois do evento, Yamasaki perguntou ao  árbitro do UFC, 'Big' John McCarthy, se havia vagas disponíveis para arbitragem na empresa, e foi informado que a empresa tinha vagas, dando início à carreira de Yamasaki como um árbitro de MMA.
Um marco negativo em sua carreira como árbitro ocorreu no UFC 142 (UFC Rio 2), onde em uma decisão equivocada retirou a vitória de Erick Silva, desclassificando o atleta e declarando Carlo Prater vencedor.
Criticado pela mídia e por nomes importantes no UFC como Dana White  o erro não poderia acontecer em momento pior. Poucas semanas antes Yamasaki fez críticas à arbitragem brasileira o que deixa o árbitro (que não admitiu o erro) ainda mais suscetível a críticas .
No UFC Fight Night 125: Machida vs Anders, ocorrido no dia 4 de fevereiro de 2018, Yamasaki foi criticado pelos espectadores, incluindo Dana White, por ele não ter parado o combate. Na luta, Valentina Shevchenko conseguiu mais de duzentos ataques contra três de Priscila "Pedrita" Cachoeira. Dana White já pediu que Yamasaki esteja impedido de ser árbitro em futuros eventos da UFC devido a controvérsias semelhantes.

## Vida pessoal
Yamasaki vive em Alphaville, São Paulo, com sua mulher (Alessandra) e filhos(Sophia e Lucas), onde ele é co-proprietário e opera uma corrente de escolas de jiu-jitsu. Yamasaki vem de uma família com tradição em artes marciais. Tanto seu pai Shigueru Yamasaki quanto seu tio Shigueto Yamasaki possuem altas graduações no judô brasileiro. Seu irmão Fernando Yamasaki é faixa-preta tanto em jiu-jitsu quanto em judô. Seu primo Shigueto Yamasaki Jr também é um judoca e representou o Brasil nos Jogos Olímpicos de Verão de 1992.